# RShare
RShare est un logiciel de partage de fichiers en pair à pair anonymisé et chiffré.
Il utilise les liens Edonkey, et des technologies P2P anonyme proches des darknets tels que Freenet et WASTE.
La dernière version date de 2007. Un logiciel lui a succédé : RShare CE, ensuite renommé StealthNet.

## Fonctionnement
L’anonymat dans Rshare est basé sur un réseau décentralisé et chiffré. Lors d’une communication, les paquets sont routés entre différents nœuds avant d’arriver à destination, afin de brouiller les échanges. De plus, les adresses IP sont chiffrées afin de ne pas transiter en clair.
Il faut noter que la connexion au réseau se fait via des sites internet dits Webcaches, des portes d’entrée fixes, à la manière du réseau Gnutella (et ses  GWebCaches).